# Så tvår sig än en dag i nattens källa
Så tvår sig än en dag i nattens källa är en psalm, skriven 1963 av Rune Pär Olofsson. Musiken är skriven 1974 av Birger Olsson. Första versens text är hämtad från Hebreerbrevet 4:9.

## Publicerad i
- Herren Lever 1977 som nummer 887 under rubriken "Dagens och årets tider - Kväll".[2]
- 1986 års psalmbok som nummer 511 under rubriken "Kväll".
- Psalmer och Sånger 1987 som nummer 554 under rubriken "Dagens och årets tider - Kväll".[1]